# Negomir
Negomir est une commune roumaine située dans le județ de Gorj.